# Hot in Cleveland
Hot in Cleveland is een Amerikaanse sitcom die werd uitgezonden op OUTtv, en sinds 2021 op Comedy Central. De pilotaflevering werd uitgezonden op 16 juni 2010 en was het best bekeken programma van TV Land sinds haar oprichting in 1996. Het eerste seizoen bestond uit 10 afleveringen en werd na 3 weken al hernieuwd voor een tweede seizoen van 22 afleveringen. Op 28 februari 2011 werd de show hernieuwd voor een derde seizoen van 24 afleveringen.
De show werd bedacht door Suzanne Martin, die ook Frasier en Ellen bedacht, en wordt geproduceerd door Martin, Sean Hayes en Todd Milliner. De serie wordt opgenomen voor livepubliek met een "multicameraopstelling".

## Verhaal
De serie gaat over drie entertainmentveteranen uit Los Angeles, wier leven drastisch verandert als hun vliegtuig naar Parijs landt in Cleveland, Ohio. Daar vinden ze een gastvrije gemeenschap die minder oppervlakkig, jeugd-geobsedeerd en gewicht-bewust is dan LA. Een van hen huurt een huis met een brutale conciërge.

## Personages

### Hoofdpersonages
- Valerie Bertinelli als Melanie Hope Moretti, schrijfster en moeder die na haar scheiding in het vliegtuig naar Parijs zit om de "ware" te vinden. Als het vliegtuig onverwacht een noodlanding in Cleveland moet maken, behandelen de mensen haar daar zo goed dat Melanie besluit te blijven. Melanie is te omschrijven als naïef en wat onhandig.
- Jane Leeves als Rejoyla "Joy" Scroggs, een ongehuwde schoonheidsspecialiste, bekend als de "wenkbrauwenkoningin van Beverly Hills". Ze was de schoonheidsspecialist van sterren als Oprah Winfrey en Ryan Seacrest. Het lukt haar maar niet om een relatie met een man aan te knopen en is daarover gefrustreerd. Joy heeft een zoon, Owen, die zij destijds ter adoptie heeft afgestaan. Joys moeder, die in Engeland woont, is zeer kritisch over haar.
- Wendie Malick als Victoria Chase, soapster, winnares van een Emmy Award en vijf keer gescheiden. De show die ze 27 jaar presenteerde, Edge of tomorrow, is onlangs geannuleerd. Hierdoor kwam ze erachter dat ze alleen nog de oma van Megan Fox mag spelen. In "The Play's The Thing", na het helpen op een middelbare school, accepteert Victoria een baan als dramalerares. Victoria is een egocentrische vrouw met narcistische trekjes. Ze heeft drie kinderen: Emmy, een actrice, Oscar, en Tony, een ingenieur.
- Betty White als Elka Ostrovsky, een oudere Poolse conciërge. Elka is ondanks haar hoge leeftijd (92) altijd bezig met illegale handeltjes. White werd gecast voor een gastrol in de pilotaflevering, maar werd een hoofdpersonage vanwege positieve reacties op haar personage.

### Gastrollen

#### Seizoen 1
- Shirley Knight als Loretta, Melanie's moeder
- Hal Linden als Alex, Victoria's vader
- Joe Jonas als Will, Melanie's zoon
- Carl Reiner als Max, Elka's vriend
- Bil Dwyer als Anders, Melanie's ex-man
- Juliet Mills als Philippa, Joy's moeder

In seizoen 2 komt personage Chloe voor, gespeeld door Heather Locklear.

## Prijzen en nominaties
| Soort prijs                | Jaar | Categorie                                                    | Genomineerde | Resultaat   | Bron  |
| -------------------------- | ---- | ------------------------------------------------------------ | --- | ----------- | ----- |
| The Comedy Awards          | 2011 | Best Actress in a TV Comedy                                  | Betty White | Genomineerd | [ 1 ] |
| Emmy Awards                | 2011 | Outstanding Supporting Actress in a Comedy Series            | Betty White | Genomineerd | [ 2 ] |
| Emmy Awards                | 2011 | Outstanding Art Direction for a Multi-Camera Series          | Michael Andrew Hynes and Maralee Zediker (for "Sisterhood of the Traveling SPANX©", "I Love Lucci: Part Two" and "LeBron is Le Gone") | Gewonnen    | [ 2 ] |
| Gracie Allen Awards        | 2011 | Best Actress in a Comedy Series                              | Betty White | Gewonnen    | [ 3 ] |
| Screen Actors Guild Awards | 2011 | Outstanding Performance by a Female Actor in a Comedy Series | Betty White | Gewonnen    | [ 4 ] |
| Screen Actors Guild Awards | 2011 | Outstanding Performance by an Ensemble in a Comedy Series    | Valerie Bertinelli, Jane Leeves, Wendie Malick & Betty White                                                                          | Genomineerd | [ 4 ] |